# Mellansjön (Hallaryds socken, Småland)
Mellansjön är en sjö i Älmhults kommun i Småland och ingår i Helge ås huvudavrinningsområde. Sjön har en area på 0,0879 kvadratkilometer och ligger 118,9 meter över havet.

## Delavrinningsområde
Mellansjön ingår i det delavrinningsområde (626149-138629) som SMHI kallar för Utloppet av Örsjön. Medelhöjden är 125 meter över havet och ytan är 31,25 kvadratkilometer. Det finns inga avrinningsområden uppströms utan avrinningsområdet är högsta punkten. Simontorpsån som avvattnar avrinningsområdet har biflödesordning 2, vilket innebär att vattnet flödar genom totalt 2 vattendrag innan det når havet efter 104 kilometer. Avrinningsområdet består mestadels av skog (68 procent). Avrinningsområdet har 4,14 kvadratkilometer vattenytor vilket ger det en sjöprocent på 13,2 procent.